# Epistemologia
L'epistemologia (del grec antic ἐπιστήμη, epistḗmē “coneixement veritable, ciència” i λόγος logos “discurs”) és la branca de la filosofia relacionada amb el coneixement. En el sentit actual, l'epistemologia també designa l'estudi crític d'una determinada ciència, quant a la seva evolució, el seu valor i el seu abast científic i filosòfic. En altres idiomes i sobretot en anglès, el terme "epistemologia" (epistemology) també pot referir-se a la teoria del coneixement o a la gnoseologia.
El mot epistemologia s'incorpora al català per influència del francès. La introducció el 1901 de la paraula "epistemologia" en francès resulta al seu torn d'un préstec de l'anglès epistemology per a la traducció de l'Assaig sobre la Fundació de la Geometria de Bertrand Russell. El mot en anglès, al seu torn, s'havia encunyat per traduir l'alemany Wissenschaftslehre, designació feta pel filòsof idealista postkantià Johann Gottlieb Fichte de la seva pròpia filosofia com a Doctrina de la ciència.

## Abast
En particular, intenta respondre a les preguntes següents: "Què és el coneixement?", "Com adquirim el coneixement?", "Què sap la gent?", "Com sabem que sabem alguna cosa?", "Per què sabem que sabem alguna cosa?"
Gran part del debat en aquest camp s'ha centrat a analitzar la naturalesa del coneixement i com es relaciona amb nocions similars, com ara veritat, creença i justificació. També tracta amb les formes de produir el coneixement, així com de l'escepticisme cap al coneixement.
- Tipus de coneixement: Un dels temes clau de l'epistemologia és destriar el coneixement autèntic del que no ho és, és a dir, establir criteris de veritat sobre les afirmacions sobre la realitat de manera que es puguin diferenciar les proposicions veritables de les falses. Aquests criteris serveixen per a establir graus i tipus de coneixement: des de la simple opinió al saber, passant per la creença i la hipòtesi raonable. Aquesta qüestió es lliga a la discussió sobre si hi ha una única veritat o grau màxim o, per contra, diverses alternatives poden conviure en pla d'igualtat (relativisme). Fins i tot hi ha qui nega la possibilitat d'assolir qualsevol coneixement (escepticisme).
- Origen del coneixement: Una altra qüestió clau per a l'epistemologia és l'origen del coneixement, o d'on s'obtenen les dades que permeten articular el saber. La polèmica entre racionalisme i empirisme o l'idealisme s'han d'emmarcar dins aquest debat, ja que alguns pensadors sostenen que l'únic coneixement autèntic s'adquireix amb la raó; d'altres creuen que tot allò que no estigui validat per l'experiència no té sentit i alguns postulen diversos camins explicatius, uns de racionals però d'altres basats en el mite, en l'emoció o l'espiritualitat. Aquests darrers critiquen el paper de la ciència moderna, que s'afirma com l'única via segura per a transmetre la veritat, assegurant que cau en el dogmatisme que en altres èpoques havia tingut la religió o l'autoritat política.
- Detecció del coneixement: La gnoseologia també estudia els criteris per reconèixer i estar segurs de la veritat, principalment l'evidència, el sentiment de seguretat sobre la certesa d'una proposició; un altre criteri, la intersubjectivitat, es defineix com la idea que una creença ha de ser acceptable per qualsevol subjecte racional per a ser admesa com a veritable coneixement.

## Doctrines
Davant la possibilitat del coneixement hi ha diferents actituds:
- El dogmatisme és una doctrina filosòfica segons la qual podem adquirir coneixements segurs i universals, i tenir absoluta certesa d'això.
- L'escepticisme és una teoria filosòfica oposada al dogmatisme, la qual dubta que sigui possible un coneixement ferm i segur. Aquesta postura va ser defensada per Pirró d'Elis.
- El criticisme és una doctrina filosòfica intermèdia entre el dogmatisme i l'escepticisme, que admet la possibilitat de trobar la veritat, però sense que aquesta veritat sigui definitiva, sinó una veritat criticable. Aquesta doctrina va ser defensada per Immanuel Kant.
- El relativisme és un corrent de pensament filosòfic, defensat pels sofistes, que nega l'existència d'una veritat absoluta i defensa la idea que cada individu té la seva pròpia veritat, la qual depèn de l'espai i el temps.
- El perspectivisme és una doctrina filosòfica que defensa l'existència d'una veritat absoluta, però pensa que ningú de nosaltres podem arribar a aquesta, sinó que n'arribem a una petita part. Cada ésser humà té una visió de la veritat. Aquesta actitud va ser defensada per José Ortega y Gasset.
- El racionalisme de René Descartes proposava que els éssers humans naixien amb idees, tals com la idea de Déu, i que el coneixement prové del raonament.
- L'empirisme va ser desenvolupat pels filòsofs anglesos John Locke, George Berkeley i David Hume, els quals sostenen que tot coneixement prové de l'experiència, i que l'ésser humà és en néixer una "tabula rasa", és a dir, com una taula llisa, sense cap idea preconcebuda i en la qual les experiències van deixant la seva marca, al contrari del que sostenia Descartes.
- El constructivisme és una doctrina filosòfica segons la qual el subjecte "construeix" estructures que representen la realitat dins de si mateix, a partir de la seva interacció amb els objectes, de manera que no és només l'experiència pura el que crea el coneixement, sinó la transformació de les estructures pel subjecte (vegeu estructuralisme). Jean Piaget va desenvolupar la seva teoria del constructivisme genètic, amb la qual buscava dilucidar la "gènesi" de les estructures en l'individu, a partir de l'observació de nens des del seu naixement fins a l'adolescència. Els principis d'aquesta construcció d'estructures són l'assimilació i l'acomodació, conceptes que Piaget va prendre de la biologia.
- El materialisme dialèctic és una postura filosòfica, desenvolupada per Karl Marx i Friedrich Engels,[2] segons la qual el coneixement és un "reflex" de la realitat en el subjecte que coneix. El coneixement es produeix de manera social, si bé el realitzen els individus concrets, per mitjà de la seva activitat, en el procés de transformar la realitat. Lenin també va contribuir a aquest corrent, amb la seva obra Materialisme i empiriocriticisme.[3]

## Història de la teoria del coneixement
En l'antiguitat clàssica, s'inicia la recerca sistemàtica del coneixement, especialment en el diàleg platònic Teetet, encara que també en La República (VI).
Aristòtil posa nom a aquesta teoria i dedica part del De Anima a explicar el coneixement "empíric", que s'obté amb els sentits, i en la Metafísica dedica el llibre IV (Γ), especialment cap. 4, a discutir qüestions com la prova d'"el principi" (o els fonaments) i el relativisme. En els Segons analítics, es presenta el que pot considerar-se com la seva epistemologia.
En l'època hel·lenística (segle ii), escriu el pirrònic Sext Empíric, a qui devem la millor expressió de l'escepticisme antic.
Al segle xvii, l'anglès Francis Bacon escriu Advancement of knowledge i Novum Organum, en què reclama el suport de la monarquia per impulsar el coneixement de tipus empíric. Poc després, el francès René Descartes escriu el Discurs del mètode i les Meditacions metafísiques, obres bàsicament dedicades a plantejar i resoldre els problemes fonamentals de la teoria del coneixement. A partir de Hegel, generalment, es considera que amb aquest autor (i amb el seu clar èmfasi en els problemes epistemològics) s'inicia la filosofia moderna.
John Locke, filòsof anglès de finals del segle xvii, també es va ocupar d'aquestes qüestions en la seva obra Assaig sobre l'enteniment humà. L'alemany Gottfried Leibniz discuteix aquesta obra en els seus Nous assaigs sobre l'enteniment humà. Berkeley segueix parcialment Locke en el seu Tractat sobre els principis del coneixement humà (1710). David Hume, que potser podria considerar-se com el principal filòsof de llengua anglesa, va fer el mateix en la primera part del seu Tractat de la naturalesa humana i en la seva Investigació sobre l'enteniment humà. Una mica més tard, l'alemany Emmanuel Kant publica el 1781 el seu monumental i molt influent Crítica de la raó pura.
Des de mitjans del segle xix, potser començant amb les reflexions metodològiques de l'astrònom britànic William Whewell, com al llarg del xx, molts esforços es dediquen a l'estudi del coneixement científic. Sorgeix així la filosofia de la ciència, que en realitat és una branca de l'epistemologia tradicional (teoria del coneixement). Aquest tipus d'estudis aviat es veuen complementats amb d'altres sobre història de les ciències, i més tard, sobre sociologia de la ciència.
Les investigacions contemporànies distingeixen dos tipus principals de coneixement:
- el saber-que, coneixement proposicional, és a dir, el saber que alguna cosa és el cas; saber que la Lluna orbita al voltant de la Terra, que el text que tenim davant dels ulls està en català, o que patim de mal de queixal són exemples de saber-que. Tenen notables diferències entre si, però tenen un aspecte comú: que un determinat fet o regla és el cas.

- el saber-com, coneixement operatiu procedimental, és a dir, bàsicament tenir les destreses que permetrien dur a terme una acció, de comptar amb els mitjans apropiats; saber com redactar una carta comercial, com alletar un nen o com anar amb bicicleta són exemples de saber-com.

A diferència del saber-que, el saber-com no es correspon amb la identificació del que és el cas sinó amb les regles per produir el cas.
És freqüent la suposició que la major part de la teoria del coneixement "clàssica", és a dir, aquella anterior al segle xx, s'ocupa principalment del saber-que. Tanmateix, el problema del saber pràctic (τεχνή en grec, o ars en llatí) gaudeix d'una extensa història en la filosofia occidental.
La filosofia predominant en aquest camp, que segueix la tradició analítica, restringeix l'anàlisi del coneixement al coneixement proposicional.
En època contemporània ha aparegut l'epistemologia feminista que té en compte aspectes de gènere en la definició de problemes científics i la seva conceptualització.

## Justificació
Un dels problemes centrals de la teoria del coneixement és l'anomenat problema de la justificació, la determinació d'en quines circumstàncies una creença, és a dir, un determinat judici o proposició a la qual assentar, pot anomenar-se realment coneixement. El plantejament clàssic d'aquesta qüestió es troba en un diàleg de Plató, el Teetet; en aquest, Sòcrates defensa que la denominació de "coneixement" ha de restringir-se a les creences veritables i justificades. D'acord amb aquesta definició, no n'hi ha prou amb dir alguna cosa veritable per considerar que això constitueix coneixement; les raons per les quals s'afirma han de ser fundades i suficients. Quan no es disposa d'una justificació semblant, es parla de fe, opinió o convicció, però no de coneixement en sentit estricte.
Per la seva banda, l'exigència que només es pot considerar que és coneixement un conjunt de creences estrictament veritables, ha estat qüestionada. En la seva Lògica de la investigació científica, Karl Popper va difondre el fal·libilisme, segons el qual fins i tot la millor classe de ciència empírica és fal·lible. Una posició semblant pot rastrejar-se ja en René Descartes.
Si partint de l'anomenada "definició platònica" s'accepta el punt de vista de la fal·libilitat, s'arriba a la idea que el concepte que designa la característica central del coneixement (i la ciència), és el de l'(adequada) justificació o prova. Aquesta idea ha estat defensada pel filòsof mexicà Luis Villoro, en Creure, saber, conèixer, esp. caps. 7 i 8.

### Teoria de la justificació
La teoria de la justificació és la part de la teoria del coneixement que s'ocupa del suport que seria raonable atribuir, ja a una proposició o creença, ja a un conjunt d'aquestes, com en el cas d'una teoria científica, potser també el d'un "punt de vista". Altres nocions emparentades amb la justificació epistèmica són les de demostració o prova, fonamentació, raó, garantia o aval (warrant) del coneixement, i d'altres de semblants.
La vasta majoria dels estudiosos coincideixen que disposar d'una justificació adequada és un requisit indispensable perquè les creences o teories constitueixin coneixement legítim, és a dir, perquè puguin considerar-se vàlides o correctes. Això es deu a la influència de la definició del coneixement com a "creença vertadera i justificada", posició inicialment formulada per Plató en el diàleg Teetet. (aquí "creença" s'ha d'entendre com qualsevol pretensió, correcta o equivocada, de saber alguna cosa). Alguns autors, tal com Luis Villoro, atribueixen a les raons un pes no sols decisiu sinó exclusiu, en destriar quines creences mereixen considerar-se com a coneixement. Això no implica negar la importància de la veritat, sinó que les raons funcionen, segons aquest autor, com a únic "criteri de veritat".
S'ha al·legat que la majoria dels filòsofs clàssics i contemporanis, i alguns d'actuals, excepte un grup d'empiristes radicals, acceptarien que, per a seleccionar la interpretació adequada de dades empíriques o el valor cognitiu de l'experiència en general i dels testimonis, ens és indispensable el raonament; és a dir, justificacions racionals de tipus discursiu (generalment, en sistemes formals). Específicament, una manera comuna i reconeguda (si no universalment utilitzada) de posar a prova la validesa de determinades raons, i, en conseqüència, que resulten acceptables les teories i interpretacions a les quals aquelles pretenen donar suport, és intentar la seva defensa sota el criticisme més informat i intel·ligent possible. En conseqüència, s'ha adduït que la justificació epistèmica es refereix principalment a les raons per les quals es pot considerar apropiat o legítim acceptar una creença o teoria com a "verdadera". Això sembla donar al concepte un contingut fortament valoratiu. No obstant això, no tot el que un individu ofereix o fins i tot admet com a raons, en efecte, són bones raons per a un tercer.
Consegüentment, el terme "raons" pot ser objecte de confusió. Luis Villoro, per exemple, li dona un sentit molt ampli, que aixopluga tot gènere de respostes articulades a una pregunta: "per què?". Contra el que faria esperar l'ús més específic de la paraula (dins, per exemple, d'un sistema de lògica formal), Villoro admet que una creença pot estar basada en raons empíriques, com la presumpta percepció de certes dades empíriques, cosa que no en tot cas resulta d'un argument o raciocini. D'altra banda, en moltes situacions, la paraula s'usa sense contingut valoratiu. Per exemple, algú pot, de fet, donar com a "raons" motius seus no compartibles o d'expressió difícil, com succeeix amb molts afectes i certes experiències personals. (Els afectes poden ser assenyalats com a raons molt ateses per qui els té, sense que un tercer les reconegui com a tals, i sense que hagi de compartir-ho o fins i tot acceptar-ho en algun sentit. Vegeu subjectivitat).
A més, les raons adduïdes poden ser errònies. Així, la paraula "raons" de vegades designa per què algú té apropiadament o no alguna creença, o una història o narrativa de com la va adquirir (el suposat cop de poma que, segons la llegenda, li va caure a Newton de cap forma justifica la teoria de la gravetat, per exemple). En aquests casos, el contingut normatiu de la veu pot ser vigent per al parlant, mentre que un tercer es limita a reconèixer que s'ha expressat una pretensió de validesa davant la qual ell mateix conserva certa distància; tal com p. ex., resultarà indispensable mantenir en algun grau enfront de qui vulgui suggerir una explicació temptativa, com sovint és indispensable tant en les ciències com en la vida corrent. Qualsevol pot, doncs, donar o rebre raó d'un judici sense que estigui obligat a prejutjar que les raons esgrimides són "bones" i suficients, vàlides, encara que sigui ell mateix qui les hagi donades.
Segueix que justificació no necessàriament equival a demostració. Moltes vegades, es considera que una demostració, en presentar un raonament de tipus purament deductiu (generalment, a més, expressat en un sistema formal), és el tipus més fort de justificació. Tanmateix, és possible tenir raons suficients per creure quelcom legítimament (tenir una justificació objectiva o vàlida), sense per això ser capaç de demostrar que aquesta creença és correcta. En conseqüència, pot haver-hi justificacions genuïnes amb molt diferents graus de rigor i força. Més encara, Perelman recorda com, en les disciplines acadèmiques en què es donen demostracions (matemàtiques i lògica), aquestes parteixen de principis que no és necessari acceptar, de manera que les conclusions o teoremes només tenen validesa condicional (valen a condició que prèviament s'accepti una premissa o un sistema axiomàtic, cosa que diverses vegades en els segles xix i xx es va convertir en objecte d'una polèmica o debat, argumentació que certament no és en si mateixa de tipus deductiu. D'aquesta manera, l'enaltiment freqüent de la deducció i els formalismes és qüestionable, ja que les formes precises en què són socialment acceptats responen a un altre tipus d'arguments (vegeu dialèctica). Tenint en compte l'anterior, es pot suggerir que la demostració seria només el tipus més sòlid de "justificació discursiva" al nostre abast.
La classe més important de justificacions epistèmiques són les que estan integrades per elements que, en principi, són intersubjectivament accessibles, com per una banda ho són els raonaments, i per l'altre, experiències que un altre qualsevol pot tenir sota circumstàncies apropiades. Un altre tipus de justificacions (a les quals molts autors preferirien negar tot valor epistèmic) estarien fundades en elements intransferibles, com la fe religiosa o una suposada intuïció personal. En el segon cas, com a màxim, hauria d'al·legar-se un coneixement personal incomunicat i no objectiu.
Així, cal distingir en la justificació epistèmica els motius personals o generals que poden portar a algú a aferrar-se a determinades creences, o de l'interès particular que algú pot tenir a fer determinades afirmacions. És possible que, p. ex., a una persona li resulti extraordinàriament difícil acceptar certs fets, per ben establerts que estiguin, a causa de l'angoixa que li causen. Igualment és possible que moltes persones acceptin com a vàlids arguments basats en prejudicis o errors generals o comuns. Si bé aquests casos cauen dins de l'àrea general d'estudi d'una teoria de la justificació (en què constitueixen un tipus d'explicació de com o per què un individu o grup arriba a adoptar certes creences), en general, no serien considerades com a justificacions racionalment satisfactòries.
En general, es pot dir que la teoria de la justificació estudia no sols les raons vàlides per a tenir una creença, sinó qualsevol raó o argument, buscant al mateix temps establir regles generals que permetin diferenciar-les entre si.
Moltes coses poden ser objecte d'una justificació: actes individuals, emocions, peticions, lleis, etc. Com a subcamps de la teoria del coneixement, la teoria de la justificació no s'ocupa d'aquestes, sinó que es refereix només a creences (o opinions) i a proposicions (o teories). Més tècnicament, les teories de la justificació estudien les temptatives o estratègies a les quals pot acudir-se per provar o sostenir de manera no coercitiva, qualsevol tipus de declaració, proposició o enunciat.
Una manera d'aclarir el tema que tracten les teories de la justificació diria que una creença justificada és aquella que "tenim dret" a mantenir. El dret en qüestió no és ni polític ni moral, sinó intel·lectual. En cert sentit, cadascú és responsable del que creu. Les creences no es formen o s'adquireixen totalment a l'atzar sinó que, per contra, depenen, almenys en part, de les nostres accions, o d'experiències que podem procurar. Es pot argumentar aleshores que, per tant, tenim una responsabilitat intel·lectual o obligació deontològica (i per descomptat, un interès) a acceptar la veritat i de rebutjar el que és fals.
Així, la justificació és un acte o noció normativa. La definició més comuna en aquest sentit és que un acte és normatiu, molt en general, si depèn o s'efectua en relació amb regles, obligacions i permisos relacionats amb l'acció humana. Segueix que la justificació és un acte normatiu perquè es defineix com un concepte que es relaciona amb les regles del coneixement humà.

#### Teories de la justificació
Hi ha diverses visions amb relació a què constitueix una justificació, generalment a partir de la pregunta: Com necessitem estar de segurs que les nostres creences corresponen al món real? Diferents versions de la teoria demanen diferents "quantitats" i diferents tipus de raons o criteris (per exemple, l'evidència) a aplicar per tal que una creença pugui ser considerada justificada. Les principals teories de la justificació, en l'actualitat, inclouen:
- Fundacionalisme - les creences bàsiques evidents justifiquen altres creences que no són evidents. (Vegeu axiomes).
- Coherentisme - les creences són justificades si són coherents amb la totalitat del sistema de creences que té una persona.
- Internalisme - la creença ha de ser justificada per mitjà del coneixement intern: tot el necessari per a proporcionar justificació a una creença es troba immediatament disponible en la consciència.
- Externalisme - existeixen fonts externes que poden ser utilitzades per tal de justificar una creença.
- Escepticisme filosòfic - una varietat de posicions que qüestionen la possibilitat del coneixement cert.

### Justificadors
Si una creença és justificada, és perquè hi ha alguna cosa que l'avala: els justificadors. Per tal que es pugui argumentar que una creença és justificada, ha de tenir almenys un justificador, per exemple, alguna evidència.
Suposem, per exemple, que una dona sap que el seu marit va anar a un viatge de negocis i, a la seva tornada, olora perfum en la seva camisa i hi nota algunes taques de colorant de llavis. Tant l'olor com les taques poden ser adduïdes com a "evidència" per justificar una creença que l'home ha tingut o té una relació amb alguna altra dona.
No tots els justificadors tenen el que es considera evidència pròpiament com a tal. Existeixen tipus substancialment diferents de justificadors disponibles; però, qualsevol que aquests siguin, una creença necessita, per a ser justificada, almenys un justificador.
Tot l'anterior aixeca una qüestió: què es pot considerar, legítimament, com un justificador? Com s'ha suggerit anteriorment, diferents posicions accepten diferents tipus o categories de fenòmens com a tals. Els tres bàsics són:
1. Altres creences.
2. Creences al costat d'altres estats de consciència.
3. Creences, estats de consciència i altres fets tant interns com en el medi ambient (als quals pot o no que tinguem accés conscient).

Si més no ocasionalment, la justificació per a una creença n'és una altra. Tornant a l'exemple anterior, la creença de la dona que el seu marit ha tingut una aventura. Estrictament, la creença d'ella no es basa en l'evidència física, sinó en la seva creença sobre el que la taca i el perfum signifiquen (qui i com les utilitza, per exemple). Podria ser el cas que ella no cregués que només les dones es pinten els llavis i usen perfum (què succeeix, per exemple, si el treball del marit consisteix a crear, demostrar o vendre perfums i articles de bellesa?). Podria ser que ella consideri que aquestes "evidències" han estat posades deliberadament pel marit o algú altre (sigui per produir gelosia o causar problemes en la seva relació matrimonial), etc. En tots aquests casos, la justificació de la creença no depèn només dels fets, sinó de la seva interpretació, és a dir, d'altres creences.
Consideri's el cas d'algú que cregui que hi ha vida intel·ligent a Mart i base aquesta creença en una altra creença: que en la superfície d'aquest planeta hi ha un tret distintiu (la cara de Mart) que només pot ser producte de l'acció d'éssers intel·ligents. En aquest cas, el justificador és la creença que certs trets només poden ser el resultat d'actes intencionals, i el justificat és la creença que hi ha vida intel·ligent al planeta Mart.
Però, suposem que aquesta creença justificadora fóra, al seu torn, injustificada. Tornant a l'exemple anterior, suposem que aquests trets en general o aquell tret en particular pogués resultar no sols d'accions intencionals o que, almenys, no s'hagi justificat la creença que aquest tret o característica només pot ser el resultat d'actes intencionals. En aquest cas, seria injustificable mantenir que (el o) els trets impliquen acció intel·ligent. No seria el dret de ningú mantenir tal cosa a menys que el que s'al·lega com a justificador sigui justificable i hagi estat justificat.
En general, si una creença està justificada, llavors aquesta pot, al seu torn, justificar altres creences. Si una creença no està justificada, no pot servir de justificadora ni a una altra ni a la seva negació: si P no és justificada, no pot justificar ni Q ni la negació de Q.
Són justificadors d'ús corrent:
- Mètode científic
- Navalla d'Occam
- Empirisme
- Inferència
- Pragmatisme
- Teoria de la probabilitat
- Raonament abductiu

## Metodologia
Es refereix als mètodes d'investigació que se segueixen per aconseguir una gamma d'objectius en una ciència. Tot i que el terme pot ser aplicat a les arts quan és necessari fer una observació o anàlisi més rigorosa o explicar una forma d'interpretar l'obra d'art. En resum, són el conjunt de mètodes que es regeixen en una investigació científica o en una exposició doctrinal. Mètode és el procediment per a assolir els objectius i la metodologia és l'estudi del mètode.
A diferència del que succeeix amb l'epistemològic, el metodològic no posa en dubte el coneixement ja obtingut i acceptat per la comunitat científica. El seu problema se centra en la recerca d'estratègies vàlides per a incrementar el coneixement. Per això, la metodologia s'entendrà aquí com la part del procés d'investigació (mètode científic), que segueix la propedèutica, i permet sistematitzar els mètodes i les tècniques necessàries per dur-la a terme. "Els mètodes", diu Martínez Miguélez (1999), "són vies que faciliten el descobriment de coneixements segurs i fiables per a solucionar els problemes que la vida ens planteja".
La metodologia, com a etapa específica que dimana d'una posició teòrica i epistemològica, dona peu a la selecció de tècniques concretes de recerca. La postura filosòfica sobre la ciència de la qual parteix l'investigador orientarà la seva elecció metodològica, és a dir, el guiarà a l'hora de resoldre: com investigar el problema de recerca, amb bases racionalistes, empíriques, pragmàtiques, constructivistes, amb un sentit crític, escèptic o dogmàtic, amb un enfocament positivista o dialèctic hermenèutic; és el subjecte un ens passiu, o constructor del coneixement?
La metodologia dependrà, d'aquesta manera, dels postulats que l'investigador consideri com a vàlids, d'allò que consideri objecte de la ciència i coneixement científic, car serà amb l'acció metodològica com recol·lecti, ordeni i analitzi la realitat estudiada. No existeix una metodologia que sigui la panacea absoluta, de manera que apareixen moltes vegades barrejades les unes amb les altres en relació simbiòtica.
La validesa atorgada a l'ús d'un mètode o a un altre serà atesa en el marc dels paradigmes de la ciència.

## Teoria evolutiva del coneixement
Diversos són els autors que estableixen una analogia propera entre el mètode emprat per la ciència experimental, i el procés de l'evolució per selecció natural, ja que en ambdós casos s'utilitza el mètode d'assaig i error. Fins i tot van més enllà, ja que l'analogia no sols s'aplicaria a la ciència, sinó al mateix coneixement. D'aquí el sorgiment de les teories evolutives del coneixement. Konrad Lorenz va expressar: "La vida és un procés d'adquisició de coneixements". Mentre que la selecció natural rebutja les variacions poc favorables per a la vida i accepta les que millor s'adapten al medi, l'experimentació rebutja les teories científiques que no són compatibles amb la realitat i accepta les que concorden properes amb aquesta. Tant l'evolució per selecció natural com el coneixement, són processos adaptatius, que poden ser descrits com a processos realimentats negativament, i l'assaig i l'error són parts inherents a aquest tipus de sistema.
No s'ha de confondre l'epistemologia evolutiva (p.ex. Popper) amb l'epistemologia de l'evolució (p.ex. Dawkins).